# Shaun Maloney
Shaun Richard Maloney (født 24. januar 1983 i Miri, Malaysia) er en skotsk tidligere fodboldspiller, der spillede som kantspiller eller alternativt angriber. Han spillede mange år hos Celtic i hjemlandet, og var også tilknyttet Aston Villa og Wigan i England.
Maloney var med Celtic F.C. med til at vinde hele fire skotske mesterskaber, tre pokaltitler og to Liga Cup titler.

## Landshold
Maloney nåede 47 kampe og syv scoringer for Skotlands landshold, som han debuterede for den 8. oktober 2005 i et opgør mod Hviderusland. Hans hidtil eneste landskampsmål blev scoret i en EM-kvalifikationskamp mod Færøerne den 6. juni 2007.

## Titler
Skotsk Premier League
- 2001, 2002, 2004 og 2006 med Celtic F.C.

Skotsk FA Cup
- 2001, 2004 og 2005 med Celtic F.C.

Skotsk Liga Cup
- 2001 og 2006 med Celtic F.C.